# Apamea abbreviata
Apamea abbreviata là một loài bướm đêm trong họ Noctuidae.